# Nerisyrenia linearifolia
Nerisyrenia linearifolia là một loài thực vật có hoa trong họ Cải. Loài này được (S. Watson) Greene mô tả khoa học đầu tiên năm 1900.